# Yang Longxiao
Yang Longxiao (* 8. Juni 2002) ist ein chinesischer Freestyle-Skier. Er ist auf die Disziplin Aerials (Springen) spezialisiert und gewann bei den Weltmeisterschaften 2023 zwei Medaillen.

## Biografie
Yang Longxiao nahm im Alter von 15 Jahren in Raubitschy erstmals an Juniorenweltmeisterschaften teil und belegte Rang 18. Ein Jahr später verbesserte er sich in Chiesa in Valmalenco auf Platz neun.
Am 19. Januar 2019 gab Yang in Lake Placid sein Debüt im Freestyle-Skiing-Weltcup und erreichte nur wenige Tage danach als Vierter und Fünfter in Shimao Lotus Mountain erste Spitzenresultate. In der folgenden Saison gelangen ihm vier Platzierungen unter den besten zehn, darunter ein erneuter vierter Rang in Moskau. Nachdem er aufgrund der COVID-19-Pandemie wie viele andere chinesische Leistungssportler einen Winter ausgesetzt hatte, kehrte er erst Anfang Dezember 2021 in den Weltcup zurück. Nach dem Jahreswechsel belegte er als Zweiter in Le Relais seinen ersten Podestplatz, im Deer Valley feierte er als erneut Zweiter mit Sieger Wang Xindi und dem Drittplatzierten Sun Jiaxu einen chinesischen Dreifachsieg. Für die Olympischen Spiele in seinem Heimatland konnte er sich trotz dieser Erfolge nicht qualifizieren. Im Januar 2023 entschied er die Canada Open in Le Relais für sich. Bei seinen ersten Weltmeisterschaften in Bakuriani gewann er gemeinsam mit Kong Fanyu und Li Tianma die Silbermedaille im Mixed-Mannschaftswettbewerb. Vier Tage danach sicherte er sich mit 110,18 Punkten hinter Noé Roth und Quinn Dehlinger die Bronzemedaille im Einzel.

## Erfolge

### Weltmeisterschaften
- Bakuriani 2023: 2. Aerials Mixed, 3. Aerials

### Weltcup
- 8 Platzierungen unter den besten zehn, davon 2 Podestplätze

### Weltcupwertungen
| Saison  | Gesamt                           | Gesamt                           | Aerials                          | Aerials                          |
| Saison  | Platz                            | Punkte                           | Platz                            | Punkte                           |
| ------- | -------------------------------- | -------------------------------- | -------------------------------- | -------------------------------- |
| 2018/19 | 60.                              | 21,4                             | 13.                              | 107                              |
| 2019/20 | 58.                              | 21,43                            | 13.                              | 150                              |
| 2020/21 | pandemiebedingt keine Ergebnisse | pandemiebedingt keine Ergebnisse | pandemiebedingt keine Ergebnisse | pandemiebedingt keine Ergebnisse |
| 2021/22 | –                                | –                                | 4.                               | 224                              |
| 2022/23 | –                                | –                                |                                  |                                  |

### Juniorenweltmeisterschaften
- Raubitschy 2018: 18. Aerials
- Chiesa in Valmalenco 2019: 9. Aerials

### Weitere Erfolge
- Aerials-Sieg bei den Canada Open 2023